# Winsor McCay
Pour les articles homonymes, voir McCay.
Compléments
Winsor McCay (né entre 1867 et 1871, selon les sources, à Spring Lake - mort le 26 juillet 1934 à Brooklyn) est un auteur de bande dessinée et un réalisateur de films d'animation américain. Créateur de Little Nemo, il est considéré comme l'un des plus importants dessinateurs de bandes dessinées. Son œuvre a influencé de nombreux dessinateurs comme Moebius, Hayao Miyazaki ou encore Frank Quitely. Il est aussi un pionnier du cinéma d'animation : son dessin animé Gertie le dinosaure est le premier à mettre en scène un personnage unique à la personnalité attachante, ce qui influence les premiers films de Walt Disney, Max Fleischer ou Osamu Tezuka.

## Biographie

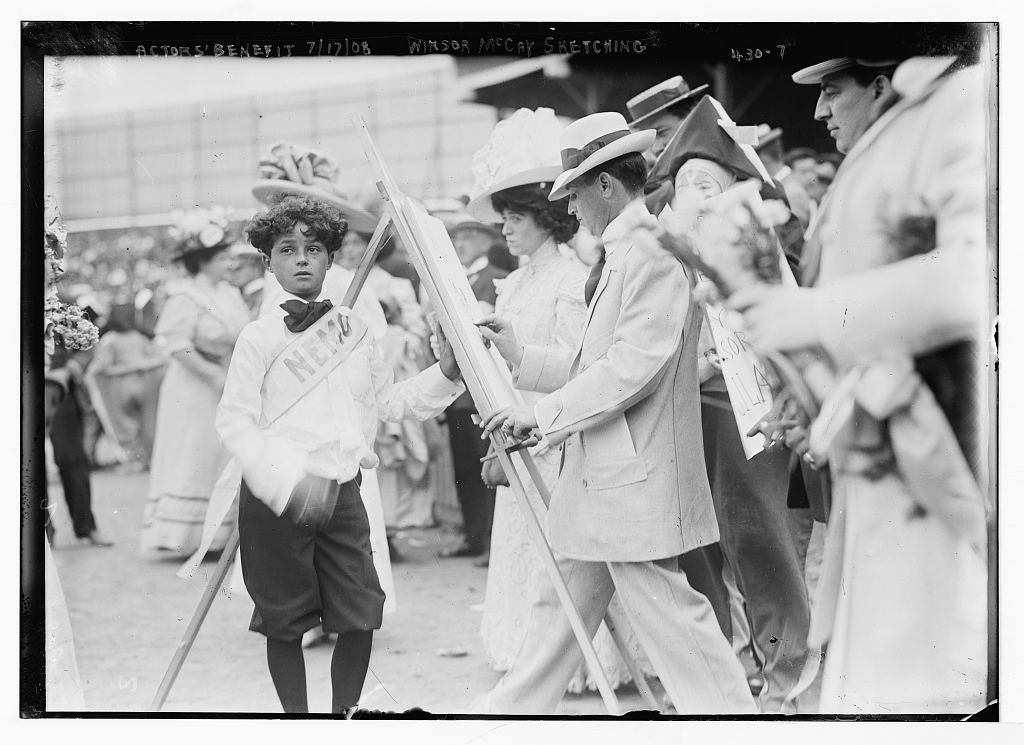
Winsor McCay dessine vite : attraction foraine, il réalise seul ses dessins animés et les distribue

Le lieu et la date de naissance exacte de Winsor McCay sont incertains. Il déclara être né à Spring Lake dans le Michigan en 1871, mais sa pierre tombale indique 1869, et les archives du recensement indiquent qu'il serait né au Canada en 1867. Son nom de baptême est Zenas Winsor McKay, en l'honneur de l'employeur de son père : Zenas G. Winsor.
Winsor McCay a très tôt une vocation pour le dessin. À l'âge de 16 ans, sous l'influence de son professeur de dessin John Goodison, il découvre et développe ses qualités pour les perspectives architecturales originales et riches en effets inédits. Très vite, il utilise ses dons et se lance dans une carrière itinérante de peintre publicitaire et de décorateur. À 17 ans, il se fixe à Chicago et poursuit ses études artistiques. Il est particulièrement sensible aux constructions réalisées pour l'exposition universelle, et aux gratte-ciel qui jaillissent des décombres de l'incendie de 1871. À 19 ans, il est déjà un peintre et décorateur apprécié et expérimenté, si bien qu'il est employé par le Morton's Dime Museum de Cincinnati, musée d'histoire naturelle, d'ethnographie où se produisent des forains. Pendant une dizaine d'années, de 1886 à 1896, Winsor McCay produit des milliers de dessins pour les parcs d'attraction (Wonderland) qui sont alors en vogue aux États-Unis. Il est fort probable qu'il exerce également le métier de dessinateur forain : virtuose au travail, il impressionne les visiteurs. En 1891 il se marie avec Maud Leonore Dufour (alors âgée de 14 ans). En 1897, il commence à travailler pour la presse locale de Cincinnati et Life pour lequel il réalise caricatures et dessins de science-fiction. Il est repéré par James Gordon Bennett propriétaire des très respectés New York Herald et Evening Telegram qui l'embauche. McCay s'installe à New York en octobre 1903.

### Petit Sammy et l'amateur de fondue au Chester

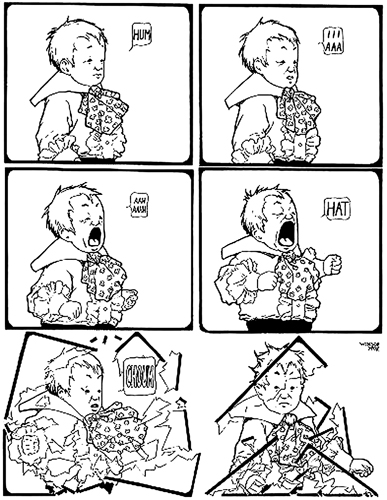
Petit Sammy éternue
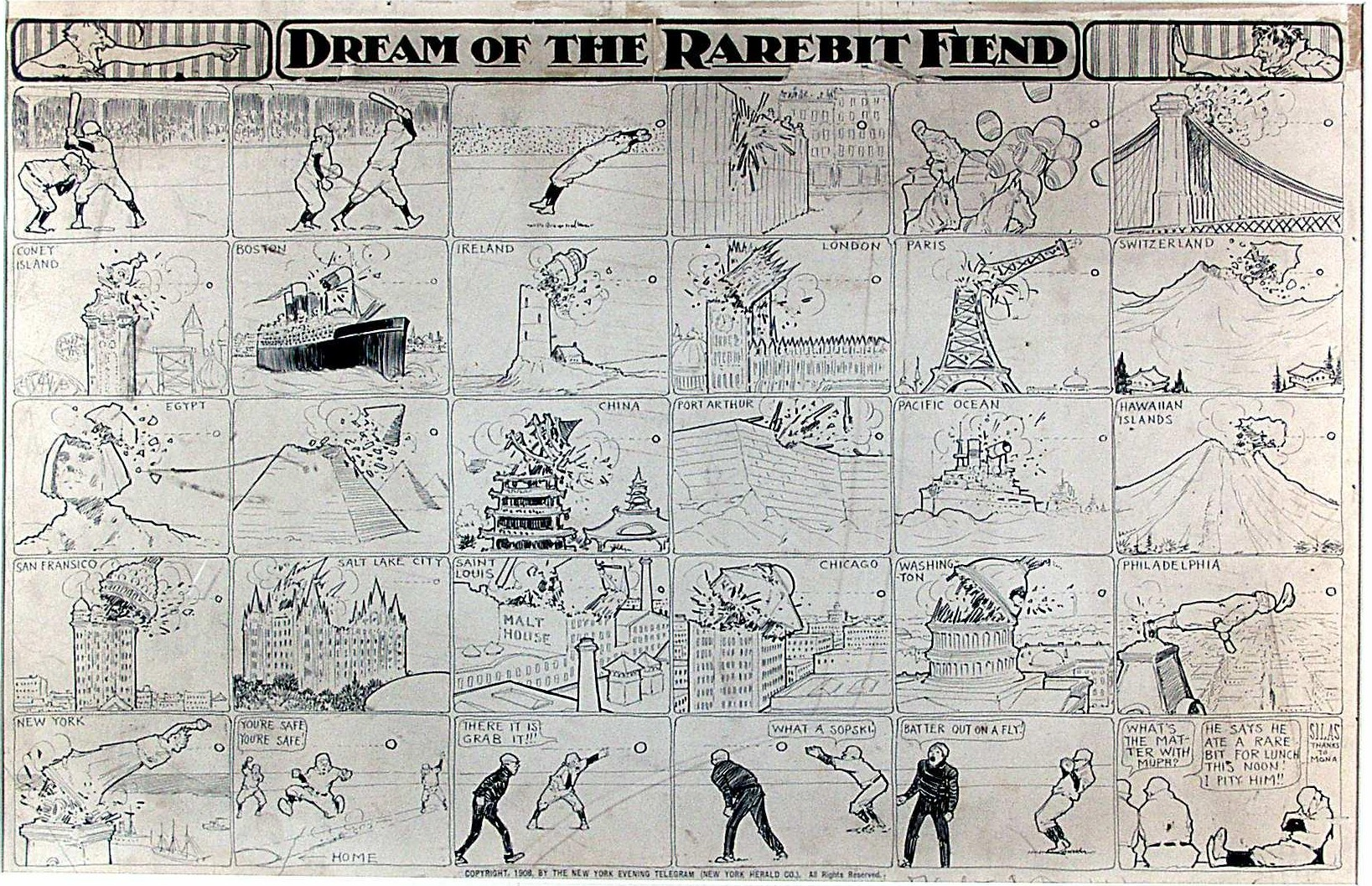
Cauchemars de l'amateur de fondue au Chester
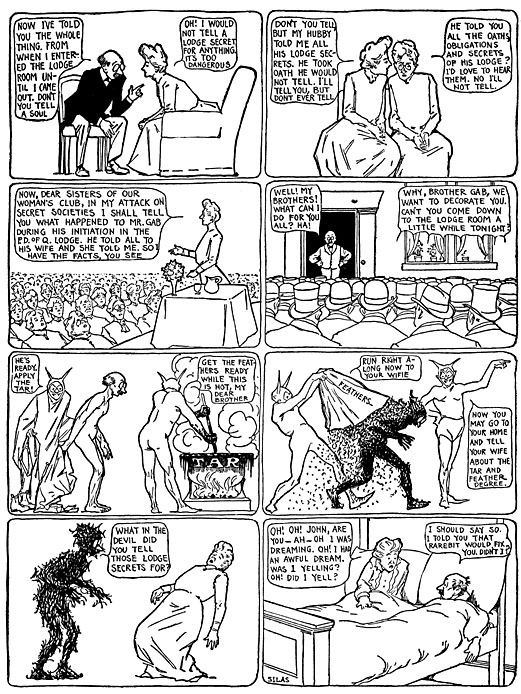
Cauchemars de l'amateur de fondue au Chester

Pour James Gordon Bennett, McCay, réalise des planches pour les suppléments illustrés des journaux du dimanche. Dans Le petit Sammy éternue (1904), les éternuements du petit Sammy causent dévastations et catastrophes dans un univers ordonné, de même les cris stridents de  Henrietta l’affamée (1905) provoquent la terreur. Mais c'est avec Cauchemars de l'amateur de fondue au Chester publié dans le Evening Telegram sous le pseudonyme de Silas et Little Nemo in Slumberland publié dans le New York Herald que Winsor McCay atteint le sommet de son art et peut se plonger dans ses thèmes favoris : le pays des songes, illusions, architectures utopiques, onirisme… Les deux strips se répondent l'un l'autre. Les Cauchemars de l'amateur de fondue au Chester développent la métaphore négative du cauchemar, les strips sont ancrés dans la réalité du New York des années 1900, et abordent les thèmes inhérents à la vie quotidienne urbaine et aux inquiétudes causées par la société industrielle et urbaine naissante. Les Cauchemars de l'amateur de fondue au Chester parlent des désirs et angoisses des New-yorkais face à la modernité.

### Little Nemo

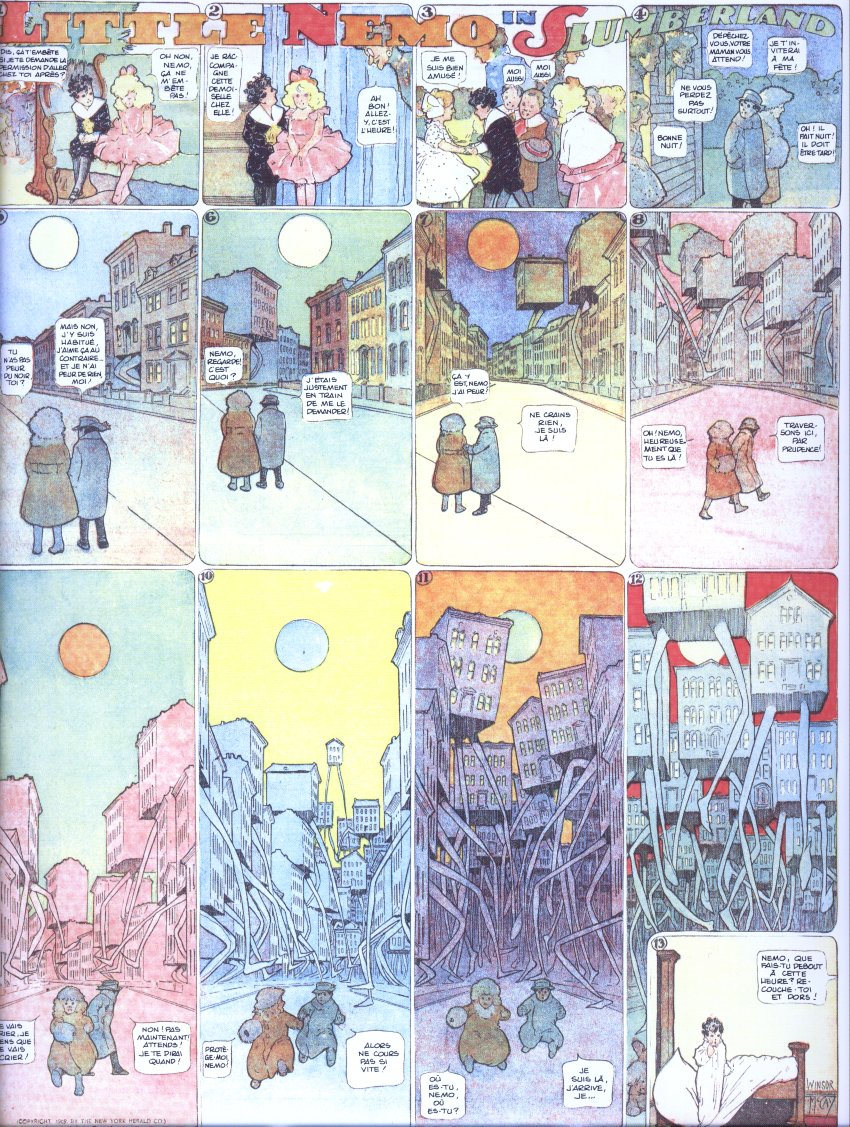
Little Nemo poursuivi par des maisons
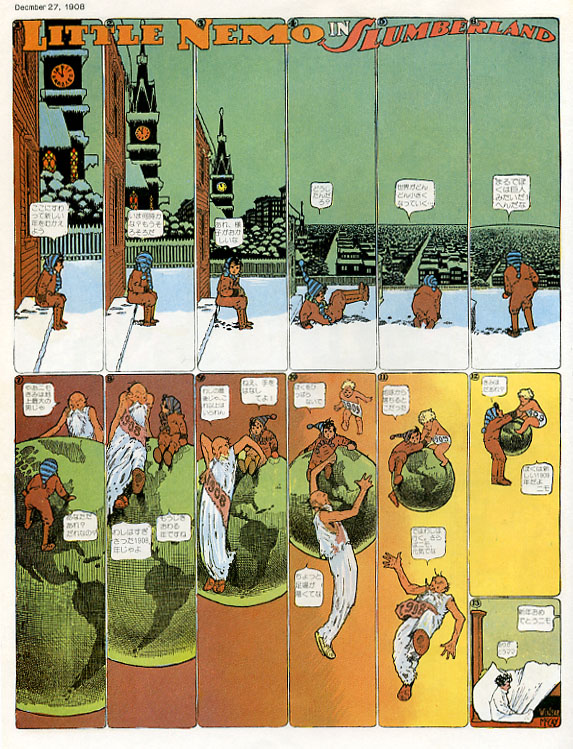
Little Nemo et le rétrécissement de la terre
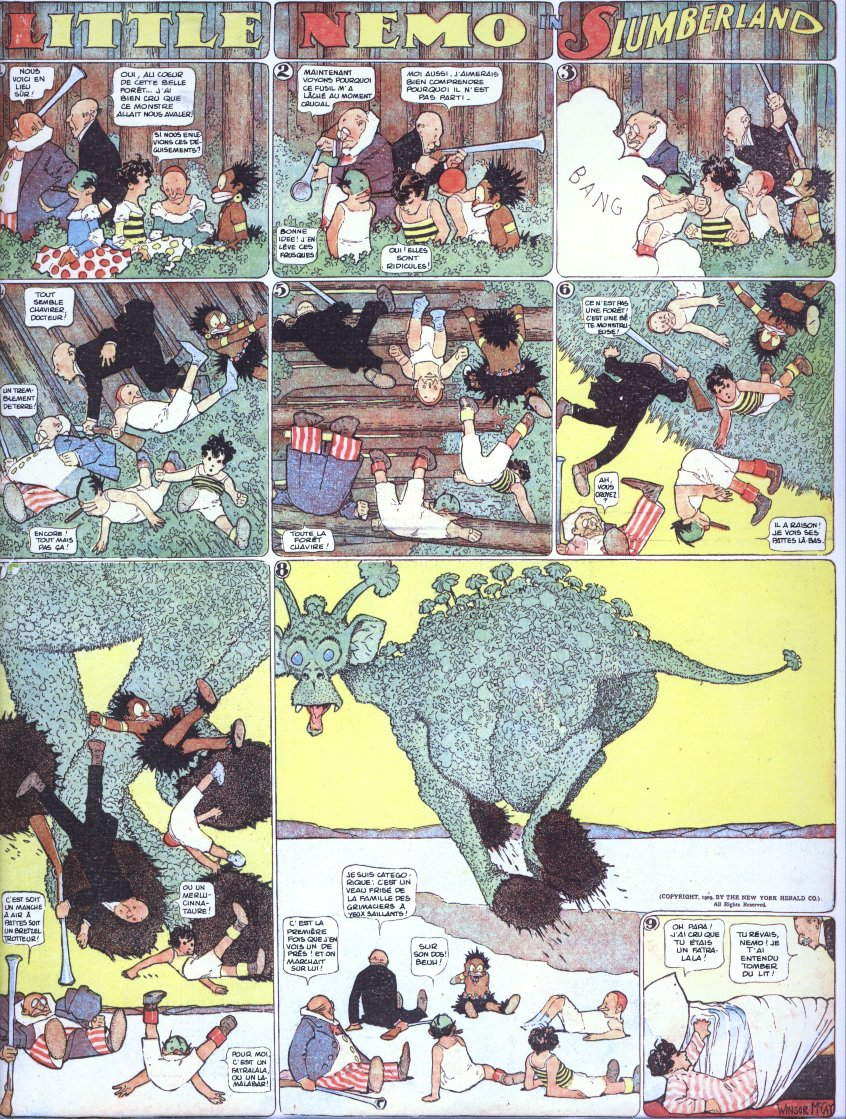
Little Nemo et une créature
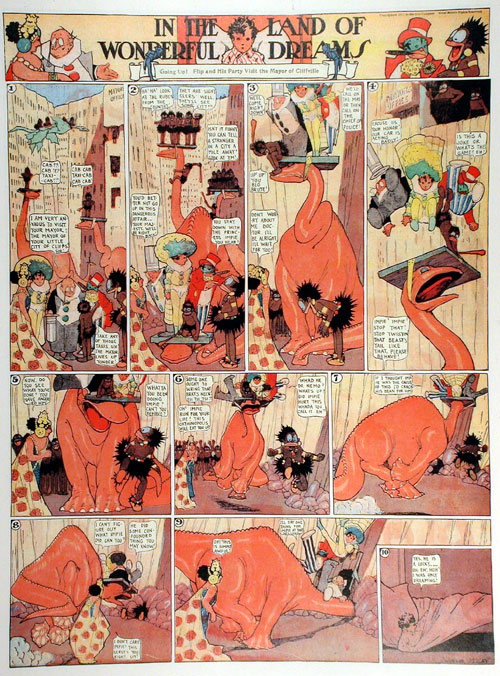
Little Nemo et Gertie

À partir du 24 septembre 1905 Winsor McCay crée Little Nemo in Slumberland pour le New York Herald de J. Pulitzer. Cette bande dessinée utilise systématiquement des phylactères, et W. McCay abandonne la mise en page classique des strips en créant des cases de dimensions variables selon les besoins du récit. Les couleurs jouent un rôle important car McCay utilise des couleurs entre tons pastels et couleurs pures dans un style art nouveau. W. McCay s’adresse avec cette œuvre à un public adulte comme il le faisait déjà en 1904 avec Little Sammy Sneeze qui détruit le cadre de sa case en éternuant. Little Nemo in Slumberland développe la métaphore positive du rêve. Les couleurs y sont vives, les décors fantastiques avec des perspectives riches d'illusions et d'inventions graphiques, le monde onirique de McCay y est poussé à son paroxysme. Little Nemo in Slumberland propose une évasion aux pays des merveilles, au pays des distractions féeriques, au pays des inventions du génial démiurge McCay. Little Nemo in Slumberland rencontre un grand succès public. Même si chacune des planches dominicales se termine par la même chute (Little Nemo tombe de son lit et se réveille), les rêves se suivent et forment une intrigue qui se développe d'une aventure à l'autre, les personnages changent au fur et à mesure de leurs aventures rêvées. Little Nemo in Slumberland est ainsi la première bande dessinée à adopter la pratique de la suite feuilletonesque. Lorsque McCay est débauché par le groupe de presse du tout puissant William Randolph Hearst en 1911 Little Nemo est rebaptisé In the Land of Wonderful Dreams et la série continue jusqu'en 1914. McCay poursuit ses réflexions sur la société contemporaine sous divers titres dont Day Dreams dans le New York Evening Journal.

### Gertie

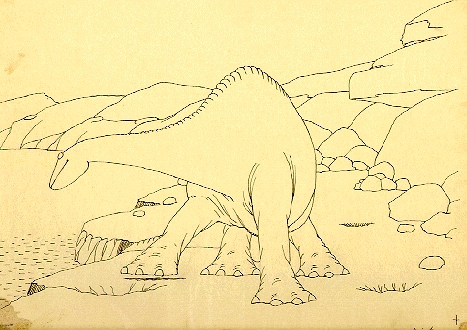
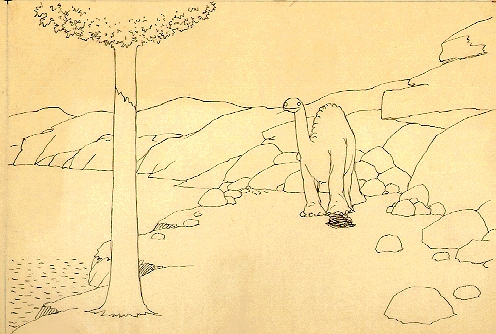
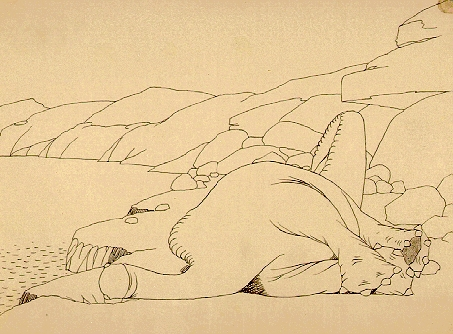
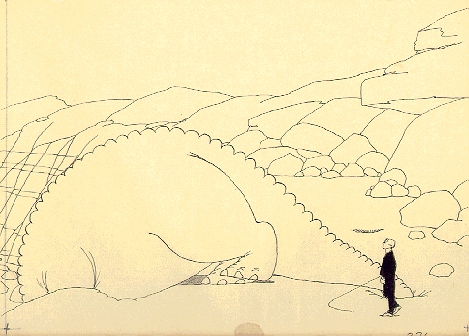

À partir de 1909, Winsor McCay délaisse un peu la bande dessinée pour se consacrer à un nouveau média : le dessin animé pour y adapter les aventures de son personnage fétiche, Little Nemo. Comme Émile Cohl à la même époque, il travaille sur papier (le cellulo n'existe pas encore) et réalise tous les dessins de sa propre main. Avec Gertie le dinosaure premier dinosaure de l'histoire du cinéma, Winsor McCay invente le personnage du dessin animé moderne : un personnage central doté d'une personnalité propre et attachante. La science de la perspective permet à McCay de rendre parfaitement les effets en 3D. Ce film sera cité en exemple lors des balbutiements des dessins animés par ordinateur dans les années 1970. Il ne manque que le son au film. Qu'à cela ne tienne, McCay reprend le chemin des forains de ses années de formation et présente lui-même ses films à travers l'Amérique; durant les projections, véritable show man, il fait en direct les bruitages sonores et participe même au film (il donne lui-même des ordres à Gertie qui présente un numéro de music-hall et participe à l'intrigue au point d'intégrer le film à la fin). Le film est également riche en illusions d'optiques. Après la Première Guerre mondiale, McCay réalise des petits films qui reprennent des gags des Cauchemars de l'amateur de fondue au Chester.
Mais il est rattrapé par les progrès de l'industrie cinématographique et, isolé et indépendant des studios, il doit renoncer au cinéma d'animation. Il continue cependant ses collaborations avec les journaux de William Randolph Hearst pour lesquels il réalise des illustrations et des caricatures sur les thèmes d'actualité. Parallèlement, McCay travaille anonymement pour la publicité. Il meurt brusquement le 26 juillet 1934.

## La création d'une technique de narration
Des premières planches de Little Nemo parues en 1905 à celles publiées en 1907, l'évolution de la technique de narration de McCay est flagrante.
Les premières histoires dominicales de Nemo sont présentées sous forme de planche divisée en cases rectangulaires et régulières. Sous chacune d'elles, un numéro de chronologie et un commentaire complétant l'action qui s'y déroule. Ces commentaires sont prédominants sur les rares phylactères présents dans la planche.
Au fur et à mesure des publications, les commentaires diminuent au profit des bulles de dialogue, les numéros de chronologie s'insèrent dans l'image et les compositions de planches se débrident avec des cases qui soulignent l'intensité du récit.

## Principales œuvres

### Bandes dessinées
- The Tale of the Jungle Imps (1903)
- Le petit Sammy éternue (1904-1906)
- Cauchemars de l'amateur de fondue au Chester (1904-1913)
- Little Nemo in Slumberland (1905-1914)
- Henrietta l’affamée (1905)
- L'Homme à la valise (1905-1910)
- Pauvre Jake (1909-1911)

### Films d'animation
- Winsor McCay, the Famous Cartoonist of the N.Y. Herald and His Moving Comics, ou plus simplement Little Nemo (1911)
- How a Mosquito Operates (Comment opèrent les moustiques) (1912)
- Gertie the Dinosaur (1914)
- The Sinking of the Lusitania (le naufrage du Lusitania) (1918)
- Le Rêve de l'amateur de fondue au Chester (1921)
- Le Rêve de l'amateur de fondue au Chester: The Pet (1921)
- Le Rêve de l'amateur de fondue au Chester: The Flying House (1921)
- Le Rêve de l'amateur de fondue au Chester: Le Vaudeville des bestioles (1921)
- Gertie on Tour (1921)
- Flip's Circus (1921)
- The Centaurs (1921)
- The Midsummer's Nightmare (1922)

- Quelques animations
- Little Nemo
- How a Mosquito Operates
- Gertie the Dinosaur
- The Sinking of the Lusitania

## Distinctions
- 1991 : Gertie le dinosaure inscrit au National Film Registry
- 1996 : Temple de la renommée Will Eisner (à titre posthume)